# Windows Bitmap
Windows Bitmap o simplement BMP és un tipus d'arxiu per a gràfics basat en el mapa de bits. És l'estàndard dels sistemes operatius de Microsoft. Cada píxel té associat un número determinat de bits per a representar el color que conté. De fet, en funció d'això, podem distingir diversos formats: blanc i negre (1 bit), 16 colors (4 bits), 256 colors (8 bits), 16 milions de colors (24 bits), etc.
L'estructura interna dels fitxers BMP és la següent:
- Capçalera de l'arxiu
- Capçalera d'informació
- Paleta de colors (només per als arxius de 8 bits)
- Dades

Encara que aquest format permet la compressió no se sol usar, ja que hi ha altres tipus de fitxers gràfics que permeten una relació qualitat/compressió molt millor (vegeu per exemple JPG).
El principal avantatge d'aquest tipus de fitxers és que la seva càrrega i lectura és extremadament ràpida. Si a això se li sumen que és capaç d'aconseguir una profunditat de color de 24 bits (aproximadament 16,7 milions de colors) és fàcil d'explicar el seu èxit en el món dels ordinadors personals.
L'únic problema d'aquest format és el fet de no aparèixer habitualment en la seva versió comprimida, i per tant, la seva mida el fa inviable per al seu ús en entorns com per exemple Internet, on la mida de les imatges és fonamental.